# Glomibidion tumidum
Glomibidion tumidum là một loài bọ cánh cứng trong họ Cerambycidae.